# Gwint trapezowy metryczny

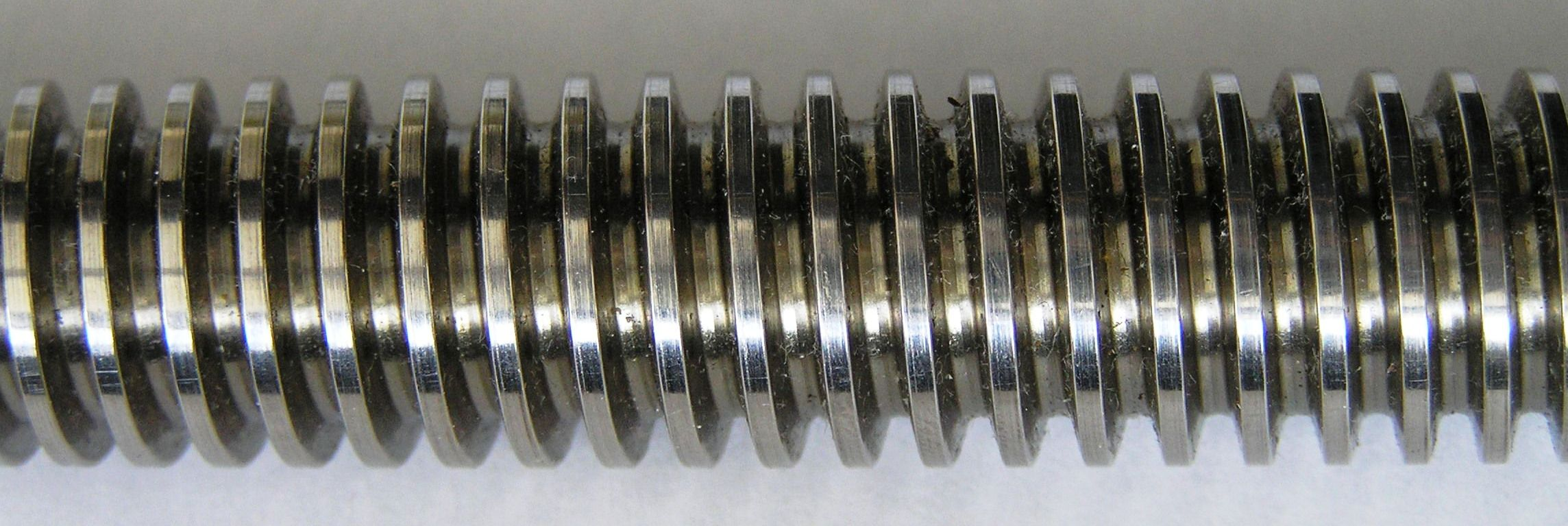
Śruba z gwintem trapezowym

Gwint trapezowy metryczny, dawniejsza nazwa gwint trapezowy symetryczny – gwint o zarysie trapezowym, stosowany w mechanizmach przenoszących duże obciążenia w obu kierunkach oraz w urządzeniach o małych prędkościach obrotowych i rzadko pracujących.

## Oznaczenia i wymiary[1]

Zarys gwintu wg normy PN-79/M-02017

- Oznaczenie rodzaju gwintu – symbol {\displaystyle Tr,} średnica znamionowa w milimetrach, skok w milimetrach oraz w przypadku gwintu lewego – symbol {\displaystyle LH,} np. Tr40x6 LH.
- Średnica znamionowa {\displaystyle d}
- Średnica podziałowa {\displaystyle D_{2}=d_{2}}
- Średnica rdzenia śruby {\displaystyle d_{3}}
- Skok {\displaystyle P}
- Wysokość teoretycznego zarysu gwintu {\displaystyle H}
- Luz pomiędzy wierzchołkami a dnami bruzd {\displaystyle a}
- Średnica wewnętrzna nakrętki {\displaystyle D_{1}}
- Średnica rdzenia nakrętki {\displaystyle D_{4}}

## Wykonanie[1]
Wykonanie gwintów ujęto w normie PN-79/M-02117.
| Wymiary               | szeregi tolerancji                                                      | położenia pól tolerancji |
| --------------------- | ----------------------------------------------------------------------- | ------------------------ |
| {\displaystyle d}     | 4 (dla gwintów zewnętrznych walcowanych dopuszcza się 6)                | h                        |
| {\displaystyle d_{2}} | 6, 7, 8, 9 (w zależności od dokładności wykonania i długości skręcenia) | c, e, g                  |
| {\displaystyle d_{3}} | 6, 7, 8, 9 (w zależności od dokładności wykonania i długości skręcenia) | h                        |
| {\displaystyle D_{1}} | 4 (dla gwintów zewnętrznych walcowanych dopuszcza się 6)                | H                        |
| {\displaystyle D_{2}} | 6, 7, 8, 9 (w zależności od dokładności wykonania i długości skręcenia) | H                        |